# Grand Prix de Denain 1999
Il Grand Prix de Denain 1999, quarantunesima edizione della corsa e valida come evento UCI categoria 1.3, si svolse il 22 aprile 1999 su un percorso totale di circa 189 km. Fu vinto dall'olandese Jeroen Blijlevens che terminò la gara in 4h28'00", alla media di 42,313 km/h.
Partenza con 168 ciclisti.

## Ordine d'arrivo (Top 10)
| Pos. | Corridore              | Squadra         | Tempo    |
| ---- | ---------------------- | --------------- | -------- |
| 1    | Jeroen Blijlevens      | TVM             | 4h28'00" |
| 2    | Jaan Kirsipuu          | Casino          | s.t.     |
| 3    | Nico Eeckhout          | Palmans-Ideal   | s.t.     |
| 4    | Stéphane Barthe        | Casino          | s.t.     |
| 5    | Ludovic Capelle        | Home Market     | s.t.     |
| 6    | Damien Nazon           | Franç. des Jeux | s.t.     |
| 7    | Franky v. Haesebroucke | Collstrop       | s.t.     |
| 8    | Sébastien Hinault      | Crédit Agricole | s.t.     |
| 9    | Lars Michaelsen        | Franç. des Jeux | s.t.     |
| 10   | Fabiano Fontanelli     | Mercatone Uno   | s.t.     |